# يافعة

اليافعة لحشرة الزيز.

اليافعة أو جَمْلَاء أو جَمْلَانة (بالإنجليزية: Imago)‏ هي مرحلة اكتمال خلق الحشرة وخروجها للحياة حشرةً كاملةَ النمو.
في عضو من لاجناحيات أو طفيفات التحول، حيث يكون التحول «غير مكتمل»، يتبع انحلال الجلد النهائي المرحلة الأخيرة غير الناضجة أو الحورية. في أعضاء داخليات الأجنحة، التي توجد فيها طور العذراء، يتبع التحلل النهائي للكسوة الخارجية الظهور من الخادرة، وبعد ذلك يكتمل التحول، على الرغم من وجود فترة طويلة من النضج في بعض الأنواع.